# Miao

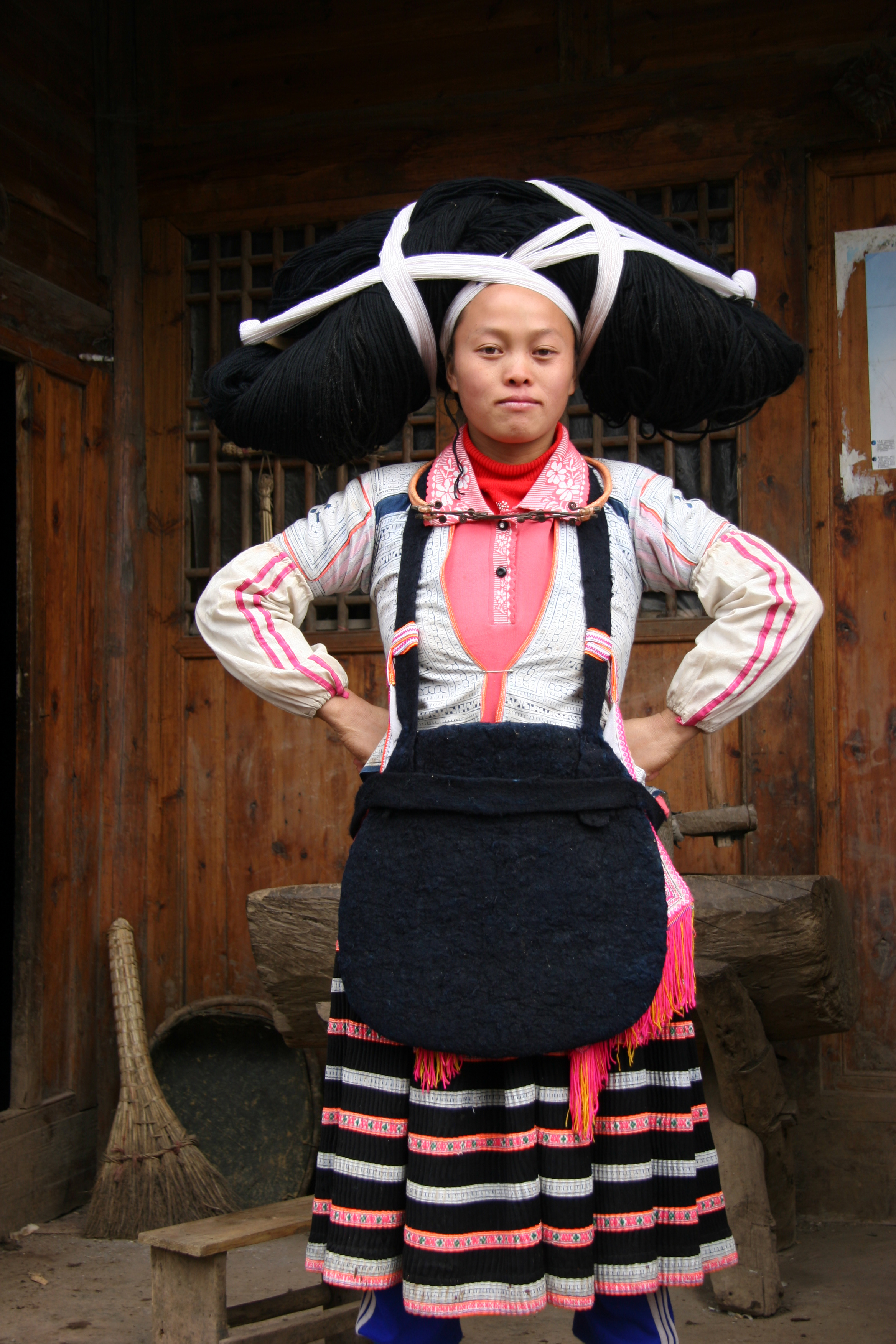
Strój Miao

Miao (Miaosi), Meo, nazwa własna – Hmong (Hmongowie) – grupa etniczna w Azji Wschodniej: w Chinach (苗, Miáo), Mjanmie (mun lu-myo), Tajlandii (แม้ว, Maew), Wietnamie (Mèo, H’Mông)  i Laosie.
W Chinach, w których południowej części mieszka większość (ok. 8 mln) Miao, są uważani za jedną z 55 mniejszości etnicznych. Zamieszkują głównie prowincje Kuejczou, Hunan, Junnan, Syczuan, Kuangsi, Hajnan, Guangdong oraz Hubei.
Dzielą się na grupy etniczne: Miao Białych, Czarnych, Czerwonych, Niebieskich i Pstrych. Podział pochodzi od kolorów spódnic kobiet Miao, które dominowały w danych grupach.

## Kultura

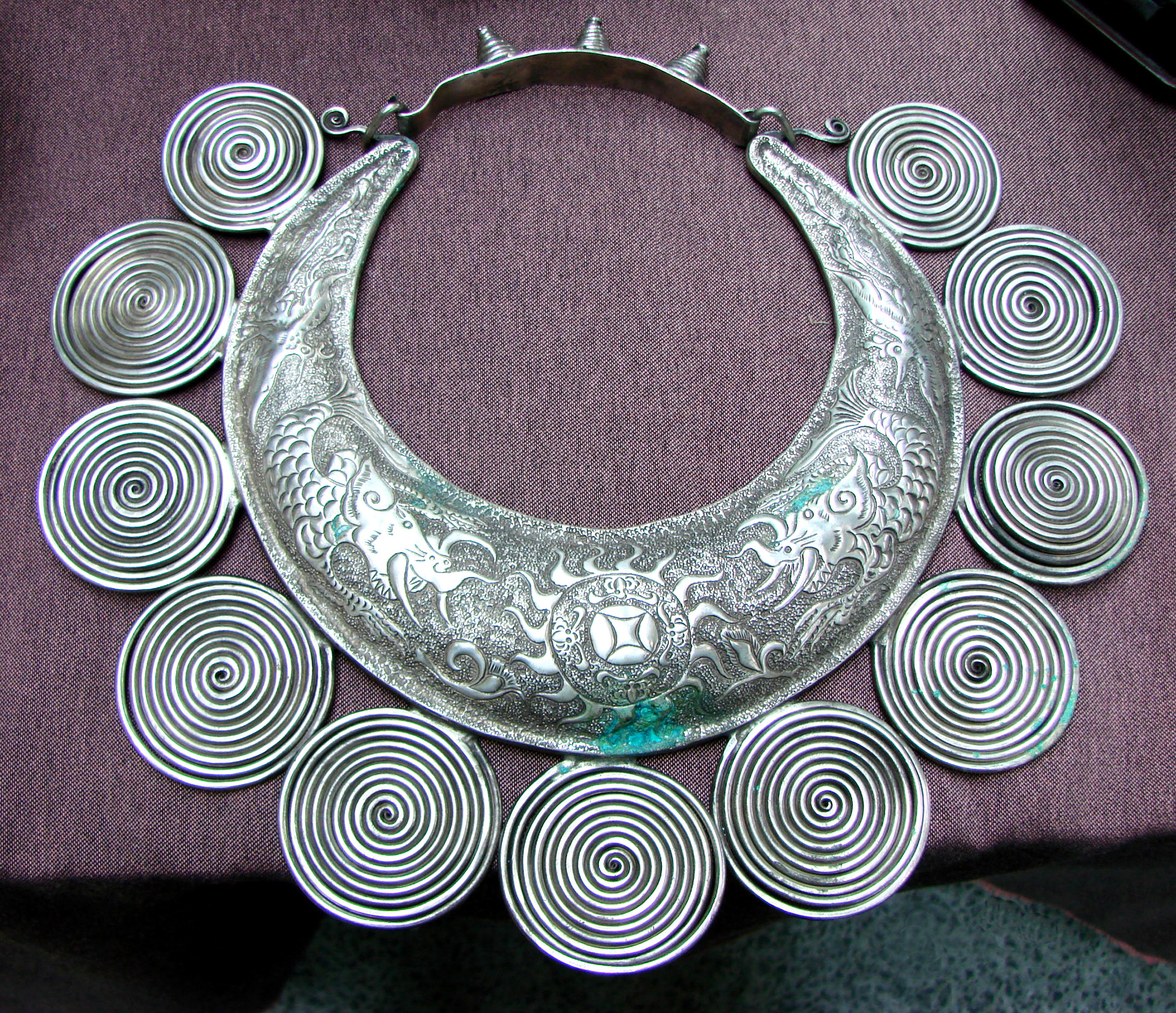
Biżuteria Miao

Miao zajmują się rolnictwem (ryż, kukurydza, tykwa, mak opiumowy). Mieszkają w rozproszonych górskich wioskach, mają organizację rodową, przywódcy rodów pełnią funkcje kapłańskie. Kobiety zajmują się hafciarstwem.